# Miamisburg
Miamisburg est une petite ville située dans le sud-ouest de l'Ohio (comté de Montgomery), dans la banlieue de Dayton.
Miamisburg Mound

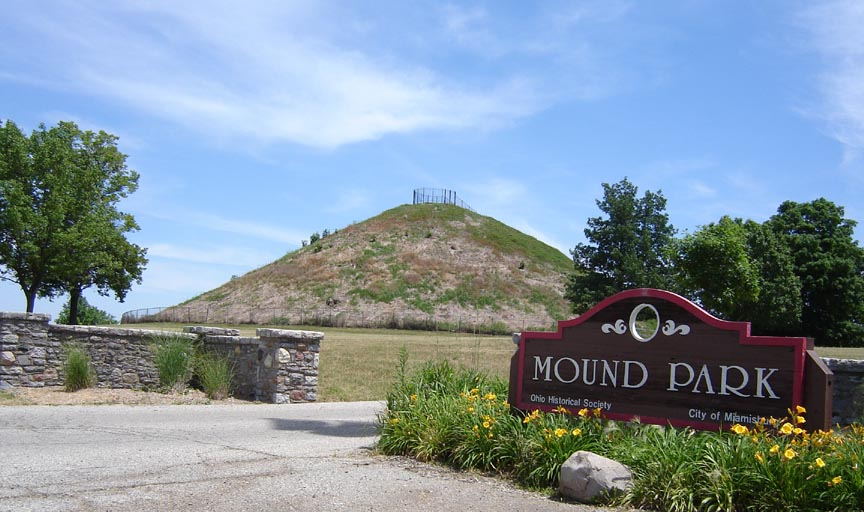

Miamisburg est l'emplacement d'un monticule indien préhistorique (tumulus), qui aurait été construit par la culture Adena, aux alentours de 800 à 100 avant notre ère. Servant d’ancien site funéraire, le monticule est vraisemblablement devenu le point de repère historique le plus reconnaissable à Miamisburg. C'est le plus grand monticule funéraire de l'Ohio, en 1848, le monticule faisait  20.7 mètres de haut et d’une circonférence de 259.7 mètres (aujourd’hui 19.8m de haut et 243.8m de circonférence). Situé dans un parc de la ville au 900 Mound Avenue, il a été désigné comme l’un des sites historiques de l'Ohio. C'est une attraction populaire et une destination de pique-nique pour les familles de la région. Les visiteurs peuvent monter au sommet du monticule, en montant les 116 marches betonées construites sur sa pente.
Il est situé aux coordonnées GPS  N° 39,627553°  W° 84,280889 °

## Source
- (en) Ohio History connection https://www.ohiohistory.org/visit/museum-and-site-locator/miamisburg-mound

- (en) Cet article est partiellement ou en totalité issu de l’article de Wikipédia en anglais intitulé « Miamisburg, Ohio » (voir la liste des auteurs).